# Hermann von Keyserling
Pour les articles homonymes, voir Keyserling.
Le comte Hermann von Keyserling est un philosophe  germano-balte né le 20 juillet 1880 à Könno (en estonien : Kõnnu, aujourd'hui commune de Kaisma), alors en Livonie, administrée par la Russie impériale, et mort le 26 avril 1946 à Innsbruck.

## Biographie
Hermann von Keyserling est le petit-fils du célèbre botaniste Alexander von Keyserling et fils de Leo von Keyserling (1849-1895). Il passe sa prime enfance à Könno, puis au château familial de Rayküll, où il est éduqué à demeure par des précepteurs. Après que son père meure en 1895, sa mère Johanna (1856-1925) (née Pilar von Pilchau) se remarie avec l'un des précepteurs en 1900. Il étudie la géologie à partir de 1897-98 à Genève, puis l'année suivante à Dorpat (alors université allemande de l'Empire russe, dont il était sujet). Il est blessé en 1899 lors d'un duel. Il poursuit ensuite ses études à Heidelberg et à Vienne. C'est ici qu'il fait la connaissance de Houston Stewart Chamberlain. Keyserling habite de 1903 à 1906 à Paris (où il est habitué du salon de la comtesse de Fitz-James) puis de 1906 à 1908 à Berlin. Il retourne ensuite au château familial de Rayküll. La fortune familiale lui permet d'entamer une carrière de philosophe et d'écrivain.
Keyserling fait un tour du monde en 1911-1912. Cela lui permet d'écrire son Journal de voyage d'un philosophe autour du monde qui paraît après la guerre et le fait connaître. Cinquante mille exemplaires sont vendus de 1918 au début des années 1930. L'expropriation des biens familiaux en octobre 1919 par la loi de nationalisation des terres de la noblesse terrienne votée par le nouveau régime estonien le ruine totalement. Il émigre donc définitivement en Allemagne et épouse la même année la comtesse Marie Goedlinda von Bismarck-Schönhausen (1896-1981), petite-fille du chancelier Bismarck qui lui donne deux fils, Manfred (1920-2008) et Arnold (1922-2005). Il est invité par l'ancien grand-duc de Hesse détrôné, Ernest-Louis de Hesse-Darmstadt, à s'installer à Darmstadt et il fonde avec son soutien l'École de sagesse en 1920. Thomas Mann compte aussi parmi ceux qui soutiennent cette fondation. Keyserling devient ainsi l'une des personnalités marquantes de la vie intellectuelle sous le régime de la république de Weimar, en tant qu'écrivain renommé, philosophe et directeur de l'école. Jung, Scheler, Frobenius, Dahlke, Tagore, Frank Thieß et Hans Driesch y viennent donner des séminaires. Il s'efforce d'ouvrir sa philosophie aux sagesses orientales et de favoriser les échanges intellectuels avec la France. Ses œuvres majeures sont rapidement traduites en français, en anglais et en espagnol.
Le changement intellectuel des années 1930 le range parmi les tenants de l'irrationalisme et le nouveau régime national-socialiste considère d'un mauvais œil les travaux de cet aristocrate. Lui-même refuse d'adhérer aux thèses national-socialistes, qu'il considère comme l'expression de masses manipulées par un parti d'essence révolutionnaire et nationaliste. Il n'a plus le droit de publier ni de se rendre à l'étranger. Cependant sa réputation ne fait que croître dans d'autres pays.
Keyserling rouvre son école après la guerre, cette fois-ci à Innsbruck, mais il meurt peu après, en avril 1946. Son fils cadet Arnold von Keyserling devient lui aussi philosophe, spécialiste des religions.

## Œuvres
- Système du monde (1906) ; trad. fr. Essai critique sur le système du monde, Paris, Librairie Fischbacher, 360 p., 1907
- Le journal de voyage d'un philosophe (1918) ; trad. fr. 1927 ; rééd. Paris-Monaco, Éditions du Rocher, 1986
- Le Monde qui nait, trad. fr. & préf. Christian Sénéchal, Paris, Stock, 1927
- Analyse spectrale de l'Europe (1928) ; trad. fr. Alzir, Paris, Stock, 1946 ; rééd. Christian de Bartillat Éditeur, 1990  (ISBN 978-2905563316)
- Figures symboliques, Paris, Stock, 1928
- Psychanalyse de l'Amérique, Paris, Stock, 504 p., 1930
- Méditations sud-américaines, trad. fr. Germain d'Hangest, préf. Maurice Boucher, Paris, Stock, 1932
- La vie intime : essais proximistes, Paris, Stock, 230 p., 1933
- La révolution Mondiale et la responsabilité de l'Esprit, lettre-préface de Paul Valéry, Paris, Stock, 224 p., 1934
- Sur l'Art de la vie, Paris, Stock, 1936
- La Pensée aux sources de la vie, trad. fr. André Meyer, Paris, Stock, 332 p., 1950
- Voyage dans le temps (1948), édition française, Paris, Stock, 1961 ; rééd. Bartillat, 361 p., 1999  (ISBN 978-2841001941)
- L'Angoisse du monde - Ses causes, ses remèdes, Paris, Stock, 186 p., 1961
- L'Inde, journal de voyage d'un philosophe, choix de textes et introduction par Anne-Marie Buisson, Paris, Les Belles Lettres, coll. "Le Monde indien", 1980